# Jan Bašta

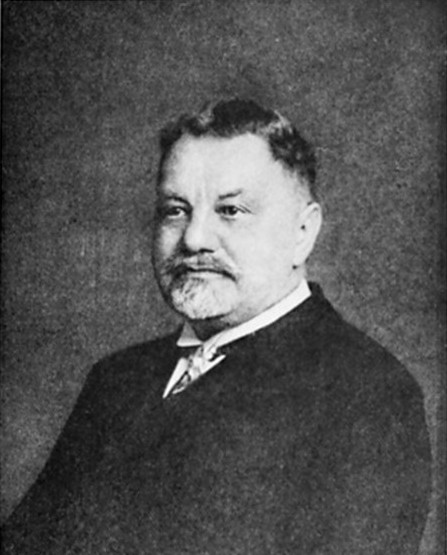
Jan Bašta

Jan Bašta (* 5. Juni 1860 in Poděbrady; † 12. Oktober 1936 in Prag) war ein tschechischer Ingenieur und Forscher.

## Leben
Nach dem erfolgreichen Abschluss der Realschule in Jičín und Kutná Hora studierte Bašta von 1878 bis 1884 Bauingenieurwesen an der ČVUT in Prag. Sein weiteres Arbeitsleben beschäftigte er sich mit dem Eisenbahnbau an der Bahndirektion in Pilsen und Prag. Er war für die Erneuerung und Erweiterung der stark beschädigten Eisenbahnverbindungen im Raum Pilsen, Prag und Linz zuständig und projektierte den Bau des Hauptbahnhofs in Pilsen. 1902 promovierte er zum Doktor der technischen Wissenschaften an der Tschechischen Technischen Universität Prag. Als erster Generaldirektor der neugegründeten tschechoslowakischen Staatsbahn Československé státní dráhy, wozu er 1918 berufen wurde, projektierte er neue Eisenbahnverbindungen in der Tschechoslowakei. Nach der Einrichtung des Ministeriums für Eisenbahnen arbeitete er bis zu seiner Pensionierung 1923 als Vorstand des Verkehrsamts.

## Auszeichnungen
1932 Ehrendoktorat der Naturwissenschaften für seine Forschungstätigkeit

## Werke
In seinem Buch O jedinosti síly a hmoty v jednotném fysikálním názoru světovém (1933) setzt er sich mit Kräfteverhältnissen auseinander, deren Ursache er in den „Uratomen“ ausfindig machte. In tschechischer Sprache veröffentlichte er noch weitere Bücher im Bereich Physik und Ingenieurwesen.